# Glossosoma parvulum
Glossosoma parvulum är en nattsländeart som beskrevs av Banks 1904. Glossosoma parvulum ingår i släktet Glossosoma och familjen stenhusnattsländor. Inga underarter finns listade i Catalogue of Life.